# Drammenselven
Drammenselva er en af de største elve i Norge og afvander et areal på omkring 17.000 km², og har en vandføring på ca 300 m3 i sekundet. Elven er 48 km lang og løber fra Tyrifjorden ved Vikersund og møder havet inderst i Drammensfjorden i Drammen. 
Drammenselva er kendt som lakseelv fra Drammen og op til Hellefossen ved Hokksund. Rekorden for laks der er fanget i elven er fra 1934, hvor der blev fanget en på 34 kg. 

## Historie
Tidligere blev elven brugt til tømmerflådning og en stor træforædlingsindustri med en række papir- og træforædlingsvirksomheder langs elven fra Vestfossen til Drammen. Dette resulterede i en voldsom forurening, men efter at de fleste papirfabrikker blev lukket i 1960'erne og 1970'erne er der rettet op på det igen.
60°00′39″N 10°02′34″Ø / 60.0108°N 10.0428°Ø